# Léonard Lebondidier
Léonard Lebondidier, né le 22 mars 1759 à Senon (Meuse), mort le 27 août 1837 à Verdun (Meuse), est un général français de la Révolution et de l’Empire.

## États de service
Il entre en service le 1er avril 1793, comme quartier-maitre trésorier au 4e bataillon de volontaire de la Drôme (devenue 83e, 57e demi-brigade de ligne, puis 57e régiment d’infanterie de ligne en 1803).
Il sert de 1793 à l’an V en Italie, il obtient le grade de lieutenant le 24 juin 1794, et celui de capitaine le 27 janvier 1795. Il participe à la bataille de Rivoli le 15 janvier 1797.
De l’an VI à l’an IX, il est employé aux armées d’Angleterre, de Mayence, d’Helvétie, du Danube, et du Rhin, et le 23 septembre 1799, il devient aide de camp du général Lapisse. Il combat à Zurich les 25 et 16 septembre 1799 et à Diessenhofen le 7 octobre 1799. Il est promu chef de bataillon sur le champ de bataille le 8 mars 1801, en récompense de sa brillante conduite au passage du Mincio le 25 décembre 1800, où il a un cheval tué sous lui lors d’une charge de cavalerie. Il est confirmé dans son grade le 29 mai 1802, alors qu’il se trouve en Ligurie, à la 10e division territoriale.
Il est fait chevalier de la Légion d’honneur le 14 juin 1804, au camp de Brest, et il est attaché au 4e corps de la Grande Armée de l’an XIV à 1807. Il sert en Autriche, en Prusse et en Pologne, il se distingue à Iéna le 14 octobre 1806, et à Golymin le 26 décembre suivant. Il est fait officier de la Légion d’honneur le 14 mai 1807, pour sa belle conduite au passage de la Vistule, et il participe à la bataille de Friedland le 14 juin 1807.
En 1808, il est envoyé en Espagne, et il est nommé adjudant-commandant chef d’état-major au 1er corps le 22 novembre 1808, après la bataille d'Espinosa, où il a reçu une blessure à la jambe gauche. Il fait partie de l’expédition d’Oporto en 1809, et il se trouve aux sièges de Rodrigo et de d’Almeida en juillet-août 1810. Chef de l’état-major de la 3e division du général Loison, il est blessé de trois coups de feu à la tête et au genou gauche le 27 septembre 1810, à la bataille de Buçaco. 
Lors de la réorganisation de l’Armée du Portugal, il passe avec la même fonction à la 6e division le 19 mai 1811, et il est présent aux affaires de Castrillo de la Guareña le 18 juillet 1812, des Arapiles le 22 juillet, aux combats des 18 et 19 juin 1813, à Osma et Subijana, à la bataille de Vitoria le 21 juin, à celle sous Pampelune  le 29 juillet, au passage de la Bidassoa le 7 octobre, et il est blessé d’une balle dans la cuisse gauche le 10 novembre à la bataille de la Nivelle.
De retour en France, il est promu général de brigade le 21 février 1814, et il prend le commandement du département du Tarn. Lors de la première restauration il est mis en non-activité.
Le 10 mai 1815, il obtient le commandement d’une brigade de la division des gardes nationales actives, attaché à l’armée de la Moselle. Arrivé à Nancy le 17 mai, pour achever la réorganisation de ce corps, la division est dissoute à Metz au mois d’août suivant. 
Il est admis à la retraite le 1er septembre 1815. 
Il meurt le 27 août 1837 à Verdun.

## Sources
- (en) « Generals Who Served in the French Army during the Period 1789 - 1814: Eberle to Exelmans »
- Thierry Pouliquen, « Les généraux français et étrangers ayant servis [sic] dans la Grande Armée » (consulté le 29 mars 2014)
- « Cote LH/1518/9 », base Léonore, ministère français de la Culture
- A. Lievyns, Jean Maurice Verdot, Pierre Bégat, Fastes de la Légion-d'honneur, biographie de tous les décorés accompagnée de l'histoire législative et réglementaire de l'ordre, Volume 2, Bureau de l’administration, janvier 1844, 575 p. (lire en ligne), p. 576.
- (pl) « Napoléon.org.pl »